# FH Большого Пса
FH Большого Пса (лат. FH Canis Majoris) — одиночная переменная звезда в созвездии Большого Пса на расстоянии приблизительно 2452 световых лет (около 752 парсеков) от Солнца. Видимая звёздная величина звезды — от +12,4m до +10,2m.

## Характеристики
FH Большого Пса — красная пульсирующая полуправильная переменная звезда типа SRB (SRB) спектрального класса M7.